# Монако на літніх Олімпійських іграх 1992
Монако на літніх Олімпійських іграх 1992 була представлена  Олімпійським комітетом Монако (ОКМ). За країну виступали 2 спортсмени у 3 видах спорту.

## Склад збірної

### Стрільба
- Фаб'єн Пасетті

За підсумками змагань посіла 39 місце.

### Плавання
- Крістоф Вердін

На дистанції 100 метрів брасом став 47-м.
На дистанції 200 метрів брасом став 36-м.